# Ільницька Олена Володимирівна
Оле́на Володими́рівна Ільни́цька (нар. 11 лютого 1977, Тернопіль) — українська композиторка, педагог, член НСКУ.

## Біографія
Початкову освіту здобула у Тернопільській середній загальноосвітній школі № 1 ім. Івана Франка (1984–1992) і Тернопільській музичній школі № 2 (1985—1992, клас фортепіано Т. Каверіної). З 1992 по 1996 пройшла курс навчання у Тернопільському музичному училищі імені Соломії Крушельницької (фортепіанний та теоретичний відділи). 1996-го вступила на композиторський факультет Національної музичної академії України імені Петра Чайковського (клас композиції Івана Карабиця) й закінчила у 2001 році. З 2001-го по 2004 рік Олена Ільницька на асистентурі-стажуванні при кафедрі композиції НМАУ, клас композиції Мирослава Скорика. 2010 року в рамках стипендіальної програми міністерства культури Польщі «Gaude Polonia» вона проходила стажування у Музичній академії імені Кароля Шимановського (Катовиці) у класі композиції Александра Ласоня.
З 2001 року викладає композицію на факультеті музичного мистецтва Київської дитячої Академії мистецтв. Від 2002 року — викладач кафедри композиції НМАУ ім. Петра Чайковського. З 2004-го веде уроки композиції та інших музично-теоретичних дисциплін у Київській дитячій музичній школі № 15. З 2005-го — член Національної спілки композиторів України.
Брала участь у фестивалях сучасної академічної музики, як-от «КиївМузикФест», «Форум музики молодих», «Прем'єри сезону», «Контрасти». 2010 року взяла участь у колективному проекті «Шопен: транскрипції нашого часу», в рамках якого зробила сучасну транскрипцію прелюдії № 15 Des-dur Фридерика Шопена.
У 2019 році взяла участь у восьмому всеукраїнському концертно-музичному проєкті Творча майстерня інтерпретації сучасної музики (НМАУ ім. П. І. Чайковського) з твором «Ноктюрн 1» для фортепіано, який був одним з обов'язкових творів для інтерпретації учасниками конкурсу піаністів та стала володаркою Гран-прі конкурс композиторів у рамках Творчої майстерні інтерпретації сучасної музики.
У 2020—2021 була учасницею міжнародного проєкту Pandemic Media Space, в рамках якого був написаний твір «Clouds in the sky».
У 2015 році твір «Серенада» для скрипки і фортепіано увійшов до збірника творів українських композиторів учасників стипендіальної програми «Gaude Polonia» для скрипки і фортепіано «Барви нової музики в Україні», що вийшов друком у видавництві ["Музична Україна"].
Є автором близько 30-ти обробок українських народних пісень для голосу і фортепіано, а також для хору, що увійшли до збірників «Ой у гаю, при Дунаю» (2015), «Дунаю мій» (2019) (видавництво «Дзеркало світу»).

## Творчість
У доробку О. Ільницької — симфонічні, хорові і камерні твори. Її творчості характерний «філософський підхід і глибина творчого бачення» (Є. Станкович), авторка відзначається «винятковим відчуттям часу і музичної фактури» (Г. Гаврилець). А. Загайкевич відзначає зацікавлення спектральною музикою. Список творів О. Ільницької містить:
- Симфонічна картина для великого симфонічного оркестру (2001)
- Камерна кантата на слова Василя Стуса для сопрано та струнного квартету (2002);
- Sinfonietta (2003);
- Sinfonia piccola для камерного ансамблю (2004);
- Багатель для кларнета соло (2007)
- Сарабанда для віолончелі соло [Архівовано 13 жовтня 2016 у Wayback Machine.] (2009)
- Концерт для віолончелі з оркестром (2010);
- Серенада для камерного оркестру (2010);
- «Ой глянь, мати, та й на мій посад» (вісім обробок українських народних весільних пісень для голосу та симфонічного оркестру) (2011);
- Псалом № 61 для мішаного хору. Текст канонічний;
- Фантазія для орга́на (2010);
- «Et vidi caelum novum et terram novam» для труби і орга́на (2011);
- Прелюдія для скрипки соло (2012);
- Ноктюрн для віолончелі соло (2013);
- Серенада для скрипки і фортепіано (2015);
- Ноктюрн 1 для фортепіано (2019);
- Ноктюрн 2 для фортепіано (2020);
- «Clouds in the sky» для сопрано, скрипки, віолончелі і фортепіано (2020);

Обробки українських народни пісень для голосу і фортепіано, для голосу з оркестром народних інструментів, для голосу з симфонічним оркестром, для хору.
Фортепіанні та вокальні твори для дітей.